# الملك فيليب
ميتاكوميت (1638-1676)، والمعروف أيضا باسم ميتاكوم واشتهر باسم اللغة الإنجليزية الملك فيليب،  هو زعيم لقبيلة وامبانواغ والابن الثاني للزعيم ماساسويت. أصبح زعيما في عام 1662 عندما توفي شقيقه وامسوتا (أو الملك ألكساندر) بعد وقت قصير من وفاة والدهم ماساسويت. وكانت أرملة شقيقه ويتامو (توفيت 1676)، حليفته وصديقته لبقية حياتها. تزوج ميتاكوميت شقيقة ويتامو الصغرى التي تدعى ووتونيكانوسك. لا يعرف بالضبط عدد أطفالهم أو ما حدث لهم جميعا. تم بيع ووتونيكانوسك وأحد أبنائها للعبودية في جزر الهند الغربية بعد هزيمة الهنود في ما عرف باسم حرب الملك فيليب.
سعى الملك فيليب في البداية للعيش في وئام مع المستعمرين. وأخذ زمام المبادرة في تجارة القبائل الهندية مع المستعمرات. واعتمد الاسم الأوروبي فيليب، واشترى ملابسه من بوسطن.
إلا أن المستعمرات استمرت في التوسع. أما في الغرب، كان اتحاد الإيروكوا أيضا يقاتل القبائل المجاورة في حروب بيفر، ودفعهم من حدودهم الغربية وتعدى على أرضهم. في عام 1671، أجبره الزعماء الاستعماريون في مستعمرة بليموث على إقرار تنازلات كبيرة منه. سلم ميتاكوميت الكثير من أسلحة القبيلة وذخائرها، ووافقوا على خضوعهم للقانون الإنجليزي. استمر التعدي حتى اندلاع القتال في عام 1675. قاد ميتاكوميت المعارضين للوجود الإنجليزي، بهدف وقف التوسع البوريتاني.

## سيرته
فيليب هو ابن ماساسويت (مات 1662)، وكان أبوه لأربعين سنة صديقا وحليفا للمستوطنين الإنجليز في بليموث. وقد أعطى الإنكليز أسماء مسيحية لابني مأساسويت، وامسوتا وميتاكوميت، وكانت الأسماء على التوالي ألكساندر وفيليب. خلف ألكساندر أبوه كساتشيم، وفي نفس السنة وأصيب بالمرض بينما كان في مارشفيلد، حيث كان ذاهبا لتوضيح بعض الأفعال المعادية المزعومة نحو الإنجليز؛ ومات في طريقه إلى الديار. شك فيليب الذي خلف ألكساندر أن الإنجليز قد سمموا أخاه.
كان الإنجليز قد ازدادوا عددا وقوة، وبدأوا بالتدخل في الشؤون الداخلية للهنود. وفي عام 1667 قام أحد أفراد قبيلة فيليب باتهامه لدى الإنجليز بمحاولة خيانتهم للفرنسيين أو الهولنديين، لكن هذه التهمة لم تثبت. وفي عام 1671 أمرت سلطات بليموث من الوامبانواغ بأن يسلموا أسلحتهم؛ وقبل فيليب بالأمر، لكن أتباعه لم يذعنوا للأمر، وتم اتخاذ إجراءات لفرض القرار. عقب ذلك مثل فيليب أمام المحكمة العامة، وافق على أن يدفع جزية سنوية، وألا يبيع الأراضي أو ينشغل في الحرب مع الهنود الآخرين بدون موافقة حكومة مستعمرة بليموث. وفي عام 1674، عندما تم إعدام ثلاثة من الوامبانواغ بسبب جريمة القتل المزعومة لرجل يدعى جون ساسامون، وهو هندي متنصر كان مخبرا لدى الإنجليز، ولم يعد فيليب يتمكن منن وضع أتباعه تحت المراقبة.

## حرب الملك فيليب
اندلعت مناوشات بين الفريقين في منتصف يونيو 1675، وفي 24 يونيو بدأت المذابح ضد البيض. ولم تكن هناك حركة متفق عليها بين القبائل المختلفة ولم يتم التخطيط للحرب مسبقا. وانتفض هنود نيبموك في يوليو؛ وكذلك القبائل على طول نهر كونيكتيكت في أغسطس؛ أما القبائل في ولايات مين ونيوهامشير الحالية ثارت في سبتمبر وأكتوبر، وثارت قبائل ناراغانسيت في ديسمبر، وتمت مواجهتهم وإخضاعهم من قبل الإنكليز، في معركة قرب ساوث كينغزتاون الحالية في رود آيلاند (تحت إمرة جوزايا وينزلو حاكم بليموث)، الذي شك في ولائهم.
اتخذت مستعمرة كونيكتيكت إجراءات سريعة للدفاع وحرست حدودها، وأبقوا ثقتهم مع الموهيكان، ولم يعانوا سوى القليل من الخسائر. بينما ماساتشوستس وبليموث كانتا أبطأ في التصرف وعانتا خسائر أكبر. بينما لم تجمع رود آيلاند أي قوات وعانت من خسائر شديدة. وفي بدايات الخريف ذهب فيليب بعيدا نحو الغرب حتى ألباني، نيويورك في محاولة فاشلة لنيل المساعدة من الفرنسيين والموهوك والإمدادات من التجار الهولنديين. قتل حوالي 60 إنجليزيا في ديرفيلد يوم 18 سبتمبر وتم هجر المستوطنة. في ربيع العام 1676 أصبح من الواضح أن قوة الهنود كانت تتضاءل. لم يكن المحاربون قادرين على زراعة محاصيلهم؛ وكانوا أقل عددا وتسليحا من الإنجليز، وعقد الأخيرون تحالفا أيضا مع قبائل ناتيك ونيانتيك.

## موت فيليب

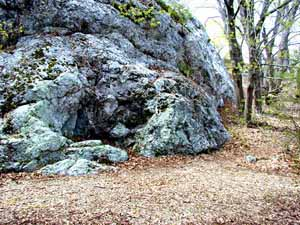
تكوين صخري يدعى مقعد الملك فيليب في جبل هوب

في 1 أغسطس 1676 تم أسر زوجة فيليب وابنه ذو التسعة سنوات، وفي 11 أغسطس قام خائن هندي بتوجيه الإنجليز إلى مخبأ الزعيم في مستنقع في أسفل جبل هوب (وهو الآن في القسم الإداري بريستول، رود آيلاند)، حيث حيث تمت مفاجأتهم في وقت مبكر من صباح اليوم التالي، وحاول فيليب الهرب ولكنه قتل على يد هندي. وتم إرسال رأس فيليب إلى بليموث ووضع على عمود في مكان عام، حيث بقى لمدة ربع قرن؛ وأعطيت يده اليمنى إلى قاتله التي حفظها في شراب الرم وكسب العديد من البنسات بعرضها في بلدات نيو إنجلاند. وكان النزاع قد انتهى وقتها في جنوب نيو إنجلند، لكنه استمر على طول الحدود الشمالية الشرقية حتى ربيع 1678.

## نتائج الحرب
تم تدمير كل المستوطنات تقريبا إلى ما بعد نهر بيسكاتاكوا. قتل نحو ستمائة رجل (أو حوالي 9 % من السكان وقت القتال) في مستعمرات بليموث وماسوشوستس ورود آيلاند وكونيكتيكت، إضافة إلى العديد من النساء والأطفال؛ وكانت ثلاث عشرة مستوطنة قد دمرت بالكامل، وحوالي أربعين أخرى قد احترقت جزئيا. وكانت بليموث قد تحملت دينا أعظم من قيمة الأملاك الشخصية لشعبها.
وقد عانى الهنود على مستوي أسوأ: بالإضافة إلى العدد الكبير من القتلى بين الرجال والنساء والأطفال، فإن أعدادا كبيرة، بينهم زوجة وابن فيليب، تم بيعهم كعبيد في جزر الهند الغربية الإسبانية وبرمودا. وآخرون عديدون هاجروا من نيو إنجلند إلى نيويورك؛ وقلة الهنود الباقين الذين أصبحوا ضعفاء ومثبطي العزيمة، لم يعودوا قوة يحسب حسابها. كان فيليب بطلا وطنيا وسياسيا هنديا، ولكنه لم يكن محاربا؛ وقد وحد القبائل في مقاومتهم ضد المستوطنين، لكنه لم يكن زعيما عظيما في ميدان المعارك.

## قراءات أخرى
- جورج ماديسون بودج، جنود حرب الملك فيليب (ليومنستر، ماساتشوستس، 1896)
- جون غورهام بالفري، تاريخ نيو إنجلند، الجزء الثالث (بوسطن، 1864)
- جورج وليام إليس وجون إيمري موريس، حرب الملك فيليب (نيويورك، 1906).
- مقاطع مهمة تتعلق بحرب الملك فيليب (بوسطن، 1716؛ الطبعة الجديدة، حرر بملاحظات هنري مارتن ديكستر، بوسطن، 1865)
- سجلات العقيد بنجامين تشيرتش (1639 – 1718)، أحد القادة الإنجليز الرئيسيين للحرب في جنوب شرق نيو إنجلند والتي لعب فيها دورا؛ وهو أحد أكثر السجلات شهرة وواقعية عن الحروب الهندية الأولى.